# Damernas 500 meter i hastighetsåkning på skridskor vid olympiska vinterspelen 1968
Damernas 500 meter i skridskor vid de olympiska vinterspelen 1968 avgjordes den 9 februari 1968 på Anneau de Vitesse i Grenoble. Loppet vanns av Ljudmila Titova från Sovjetunionen.
28 deltagare från 14 nationer deltog i tävlingen.

## Rekord
Gällande världsrekord och olympiska rekord (i sekunder) före Vinter-OS 1968.
| Världsrekord     | Tatiana Sidorova (URS)  | 44,7 | Alma-Ata, Kazakiska SSR, Sovjetunionen | 3 februari 1968 |
| Olympiskt rekord | Lidija Skoblikova (URS) | 45,0 | Innsbruck, Österrike                   | 30 januari 1964 |

## Medaljörer
| Gren      | Guld                          | Silver                                          | Brons |
| 500 meter | Ljudmila Titova Sovjetunionen | Jenny Fish USA Dianne Holum USA Mary Meyers USA |       |

## Resultat
| Placering | Idrottare                    | Nation        | Tid            |
| --------- | ---------------------------- | ------------- | -------------- |
| 1         | Ljudmila Titova              | Sovjetunionen | 46,1           |
| 2         | Jenny Fish                   | USA           | 46,3           |
| 2         | Dianne Holum                 | USA           | 46,3           |
| 2         | Mary Meyers                  | USA           | 46,3           |
| 5         | Ellie van den Brom           | Nederländerna | 46,6           |
| 6         | Kaija Mustonen               | Finland       | 46,7           |
| 6         | Sigrid Sundby                | Norge         | 46,7           |
| 8         | Kirsti Biermann              | Norge         | 46,8           |
| 9         | Irina Jegorova               | Sovjetunionen | 46,9           |
| 9         | Tatiana Sidorova             | Sovjetunionen | 46,9           |
| 11        | Lisbeth Berg                 | Norge         | 47,0           |
| 12        | Arja Kantola                 | Finland       | 47,4           |
| 12        | Evi Sappl                    | Västtyskland  | 47,4           |
| 14        | Stien Kaiser                 | Nederländerna | 47,6           |
| 15        | Christina Lindblom-Scherling | Sverige       | 47,7           |
| 16        | Wil Burgmeijer               | Nederländerna | 47,8           |
| 16        | Ruth Budzisch-Schleiermacher | Östtyskland   | 47,8           |
| 18        | Kaija-Liisa Keskivitikka     | Finland       | 48,1           |
| 19        | Marie-Louise Perrenoud       | Frankrike     | 48,2           |
| 19        | Wendy Thompson               | Kanada        | 48,2           |
| 21        | Hildegard Sellhuber          | Västtyskland  | 48,4           |
| 22        | Martine Ivangine             | Frankrike     | 48,5           |
| 23        | Marcia Parsons               | Kanada        | 48,8           |
| 24        | Doreen McCannell             | Kanada        | 49,0           |
| 25        | Misae Takeda                 | Japan         | 49,4           |
| 26        | Ylva Hedlund                 | Sverige       | 49,9           |
| 27        | Kaname Ide                   | Japan         | 50,0           |
| -         | Sachiko Saito                | Japan         | Slutförde inte |